# Juliette (Musikerin)
Juliette (* 1974 als Julia Simonovskaja in Moskau) ist eine Sängerin und DJane. Sie lebt seit 1992 in Deutschland. Charterfolge hatte sie mit dem Produzententeam In-Mood.

## Familie
Ihr Vater, Alexander Simonovsky, ist ein russischer Jazz-Drummer, der beispielsweise als Mitglied des Melodiya-Ensembles bekannt wurde, die Mutter Chor-Dirigentin. Ihr Bruder Vladimir Simonovsky arbeitet in der Musikbranche und hat unter dem Künstlernamen Simon Novsky einen Grammy gewonnen. Juliette ist verheiratet mit Dimitri Vaingolts. Er gründete 1998 eine Agentur für russische Musikevents, deren Geschäftsführung Juliette 2016 übernahm.

## Musikalische Entwicklung
Juliette hat an der Gnessin-Musikakademie in Moskau ihr Examen für Jazz-Gesang abgelegt. Anschließend studierte sie für zwei Semester Musik an der Hochschule für Musik und Tanz Köln.
Gefeatured vom Produzententeam In-Mood erlangte Juliette 1998 erste Bekanntheit mit dem Titel „Ocean of Light“ (Höchste Chartplatzierung: Deutschland 21; Österreich 5). 1999 folgte in gleicher Konstellation „The Last Unicorn“ (16 Wochen in den deutschen Charts). 2001 wählte ihr Idol Lionel Richie Juliette aus, um mit ihr den Song „The One“ für die Werbekampagne des neuen Mercedes SL aufzunehmen. Kubanische Musik begleitete Juliette schon während der Kindheit. 2003 gründet sie eine Latin-Band names „ChocoLatina Blanca“. Sie tritt in den Folgejahren als Sängerin und seit 2010 auch als DJane auf. Im Jahr 2017 veröffentlichte Juliette auf YouTube eine Live-Version des Leonard Cohen Songs „Hallelujah“, mit rund 85 Mio. Aufrufen (Stand 2024).

## Diskografie
- 1998: Ocean of Light (Single)[10]
- 1998: Deeper than deep (Single)[10]
- 1999: The Last Unicorn (Single)[10][11]
- 1999: Tief in der Nacht (Single); Soundtrack zu Käpt’n Blaubär – Der Film[10]
- 1999: Elements (Album)
- 1999: Live your live (Single)[12]
- 2001: Unstoppable (Single)[13]
- 2001: Unstoppable (Album)[14]
- 2001: Imagine (Single)
- 2001: The One (Single); Duett mit Lionel Richie[15]
- 2002: Like an Ocean; Soundtrack Disneys Atlantis – Das Geheimnis der verlorenen Stadt